# Sterveelvlak

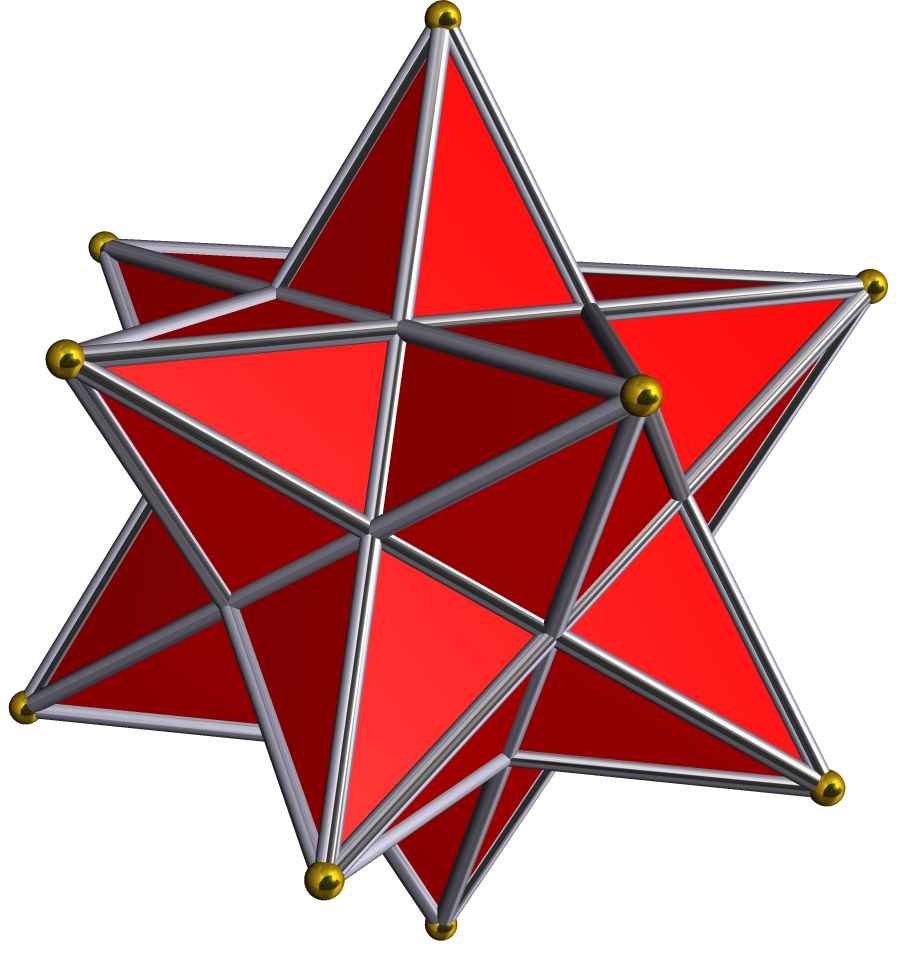
De kleine sterdodecaëder is een van de vier kepler-poinsot-lichamen.

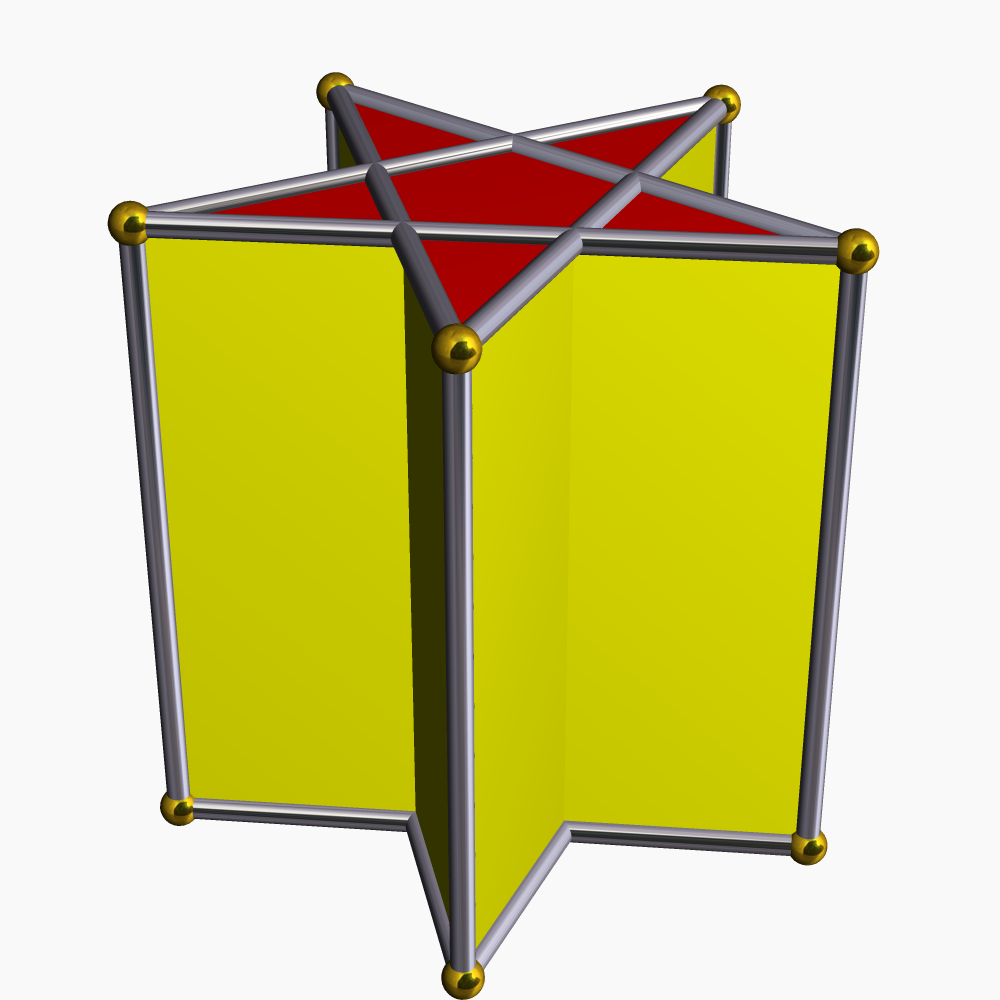
Een pentagramprisma is een van de oneindige reeks van sterprisma's.

In de meetkunde is een (regelmatig) sterveelvlak een veelvlak, dus een  lichaam, met uitsluitend regelmatige veelhoeken als zijvlak, allemaal of daarvan sommige een sterveelhoek. Het zijn de kepler-poinsot-lichamen, de sterprisma's en de sterantiprisma's. Een sterveelvlak is zelfdoorsnijdend: de 'zijvlakken' lopen deels door het lichaam. Een sterveelvlak is niet convex.

## Kepler-poinsot-lichamen
Er zijn vier regelmatige sterveelvlakken, de kepler-poinsot-lichamen. Het Schläfli-symbool voor deze ruimtelijke figuren is {\displaystyle \left\{p,q\right\}}.

## Prisma's
Er bestaan oneindig veel sterprisma's en sterantiprisma's. Hierbij worden sterveelhoeken als grondvlak van een prisma of antiprisma genomen. 
sterprisma
Een sterprisma wordt door een cilinder omsloten. Het grondvlak is een sterveelhoek {\displaystyle {n/m}}. 
Wanneer het als een zelfdoorsnijdend veelvlak wordt gezien, correspondeert met ieder lijnstuk van de sterprisma een rechthoek, waarvan de zijden een ribbe van het sterprisma is. Zo zijn er {\displaystyle n} gelijke rechthoeken die elkaar snijden. De snijlijnen worden dan niet als ribben van het sterprisma beschouwd, en de buitendelen van de rechthoeken ook niet als aparte zijvlakken.
De symmetriegroep is {\displaystyle D_{nh}}, hetzelfde als van een prisma met als grondvlak een regelmatige veelhoek.
Een voorbeeld is het pentagramprisma.
| sterprisma |   | alle                 | zelfdoorsnijdend    |
| ---------- | - | -------------------- | ------------------- |
| vlakken    | F | 2{\displaystyle n}+2 | {\displaystyle n}+2 |
| ribben     | E | 4{\displaystyle n}   | 2{\displaystyle n}  |
| hoekpunten | V | 6{\displaystyle n}   | 3{\displaystyle n}  |